# 변지훈
변지훈은 대한민국의 가수이다.

## 데뷔
- 2000년 정규 앨범 "빗속의 여자 / 예감하지 못한 이별"

## 음반
- 2014년 5집 신바람 인생
- 2007년 4집 사랑은 무죄다
- 2007년 3집 이 남자를 믿어라
- 2002년 2집 당신의 반쪽
- 2000년 빗속의 여자 / 예감하지 못한 이별